# واگنر رینان ریبریو
واگنر رینان ریبریو (به پرتغالی: Wagner Renan Ribeiro) هافبک اهل برزیل است که در شهر ووکوار، جمهوری فدرال سوسیالیستی یوگسلاوی و در تاریخ ۱۴ نوامبر ۱۹۸۷ به دنیا آمده‌است.
واگنر رینان ریبریو در تیم‌های فوتبال Panionios سابقهٔ حضور دارد.